# Protomocerus gregorii
Protomocerus gregorii är en skalbaggsart som beskrevs av Charles Joseph Gahan 1898. Protomocerus gregorii ingår i släktet Protomocerus och familjen långhorningar.
Artens utbredningsområde är:
- Kenya.
- Malawi.

Inga underarter finns listade i Catalogue of Life.